# La Losa
La Losa is een gemeente in de Spaanse provincie Segovia in de regio Castilië en León met een oppervlakte van 28,00 km². La Losa telt 533 inwoners (1 januari 2016).

## Demografische ontwikkeling
Bron: INE, 1857-2011: volkstellingen
Opm.: In 1983 werd Navas de Riofrío een zelfstandige gemeente